# Terepai (Junior) Maoate
Terepai (Junior) Maoate ou plus simplement Junior Maoate est un homme politique des îles Cook né le 5 décembre 1961 sur l'île de Manihiki.

## Formation
Il fait ses études à l'Araura Primary School (Aitutaki) puis au Tereora College (Rarotonga). 

## Vie professionnelle
Il est propriétaire et s'occupe avec son épouse de plusieurs affaires sur l'île d'Aitutaki comme le Maina Traders Superstore, le Maina Traders Building Centre ainsi qu'un hôtel, le Paradise Cove.  

## Carrière politique
Il est élu pour la première fois dans la circonscription de Amuri-Ureia sous l'étiquette du Democratic Party lors des élections générales de 2004 puis de nouveau lors des élections anticipées de 2006. 

## Vie personnelle
Il est le fils de Sir Terepai Maoate et de Lady Marito (Aitutaki). Marié à Paula (née Sherwin), originaire de Rarotonga, ils ont quatre enfants, Marito, Tearaiai, Moana, et Nooroa. 